# Amphidiscosa
Амфідискоси (Amphidiscosa) — ряд губок класу Шестипроменеві губки (Hexactinellida).

## Класифікація
Має 8 родин:
- †Hyalonematidae Gray, 1857
- Hyalonemia
- Itararella
- Larispongia Carrera 1998
- Pattersonia
- †Pelicaspongiidae Rigby 1970
- Pheronema
- Semperella